# Cold Brook (New York)
Cold Brook est un village situé dans le comté de Herkimer, dans l'État de New York, aux États-Unis,. En 2010, il comptait une population de 329 habitants.

## Démographie
Lors du recensement de 2010, le village comptait une population de 329 habitants. Elle est estimée, en 2019, à 306 habitants.